# 博氏野鯪
博氏野鯪，為輻鰭魚綱鯉形目鯉科的其中一個種。分布於非洲衣索比亞Uebi Scebeli河流域，體長可達22.5公分。

## 扩展阅读
維基物種上的相關：博氏野鯪